# Комплекс ПГТУ
Комплекс ПГТУ — микрорайон в составе Ленинского района Перми.

## География
Микрорайон расположен в правобережной части города к северу от железнодорожной станции Блочная, ограничен со всех сторон лесными массивами, единственный выезд из микрорайона выходит на автомобильную дорогу «Дружба» между микрорайонами Гайва (Орджоникидзевский район) и Камская Долина (Ленинский район).

## История
Официально годом основания микрорайона считается 1970, в 1972 году построена студенческая столовая, началось строительство первых корпусов Пермского политехнического института (ППИ). С 1989 года работает лицей № 1. До строительства часть территории будущего микрорайона занимала старинная охотничья усадьба с прудом, местность называлась Оленьими горами. Официально микрорайон назывался изначально «Комплекс ППИ», позднее в связи с изменением наименования вуза приобрел нынешнее название. Однако последняя смена наименования вуза (ныне ПНИПУ) не сопровождалась изменением названия микрорайона.

## Улицы
В микрорайоне проложены улицы академика Королева, профессора Дедюкина и профессора Поздеева.

## Инфраструктура
В микрорайоне расположены учебные корпуса и общежития ПНИПУ, институты Российской Академии наук: Институт технической химии и Институт механики сплошных сред. Оба института входят в состав Пермского научного центра УрО РАН. Действует лицей № 1. Жилой фонд микрорайона составляет 8 многоквартирных домов. В микрорайоне нет средней школы, не хватает магазинов, зато с 2021 года работает бассейн «Политехник».

## Транспорт
Автобусный маршрут № 41. По автомобильной дороге «Дружба» рядом с микрорайоном проходит также автобусный маршрут № 53.